# One More Light World Tour
One More Light World Tour foi a nona turnê da banda norte-americana Linkin Park, que promovia seu sétimo álbum de estúdio, One More Light (2017). Tendo iniciado em maio de 2017, a turnê visitou um total de 21 cidades na América do Sul e Europa. A fase norte-americana da turnê foi cancelada pela banda em 21 de julho de 2017, após a morte do vocalista Chester Bennington no dia anterior. Em 3 de outubro, a banda com uma nota oficial, cancelou a etapa final da turnê no Japão, que estava previsto para novembro de 2017.

## Antecedentes
A partir de outubro de 2016, a banda anunciou várias participações em festivais de música na Argentina, França e Alemanha. Ao longo do resto do ano, mais apresentações foram reveladas. Em março de 2017, um trailer promocional foi disponibilizado no YouTube, para promover concertos autônomos no Reino Unido. Em seguida a banda realizou vários concertos promocionais e entrevistas à imprensa.
A banda anunciou a turnê norte-americana com um trailer cômico que foi lançado no site Genius. O trailer mostrava o rapper americano Machine Gun Kelly sendo entrevistado, e Bennington e Shinoda intervindo e pedindo que ele saísse em turnê com eles, fazendo-o deixar a entrevista felicíssimo. Outro vídeo cômico, para promover os shows em parceria com a banda americana Blink-182, chamada "Welcome to Blinkin Park", mostrava um casal que se conhecera no aplicativo Tinder levando as bandas Linkin Park e Blink-182 em seu primeiro encontro, para diminuir o constrangimento.
Os ingressos da fase norte-americana foram vendidos através do novo programa "Verified Fan" da Ticketmaster, uma iniciativa para ajudar a prevenir a revenda de ingressos. A banda anunciara que US$ 1 de cada ingresso vendido seria doado para o "Music for Relief", uma fundação de caridade que ajuda sobreviventes de catástrofes naturais e de proteção ambiental. Cada ingresso também dava direito a uma cópia física ou digital do último álbum da banda.
Comentando sobre a então futura turnê, o guitarrista Brad Delson afirmou:

Nossos fãs sabem quanto amor colocamos em nossos shows ao vivo. Eles sabem o quanto nós gostamos da conexão quando tocamos a canção favorita de um fã no palco. O conteúdo emocional e sonoro deste novo lote de canções vai trazer toda uma nova dimensão para o show."

Em 20 de julho de 2017, Chester Bennington morreu aos 41 anos de idade. A causa da morte foi  suicídio por enforcamento, dentro de sua casa em Palos Verdes Estates, Califórnia, nos Estados Unidos. Sua última apresentação com a banda foi em 6 de julho de 2017, na Barclaycard Arena em Birmingham, Inglaterra. Devido à sua morte, o status das datas restantes da turnê foi posto em dúvida. No dia seguinte, a Live Nation anunciou que a fase norte-americana seria cancelada, e que os fãs seriam reembolsados pelos ingressos comprados.

## Setlist
| 1. Sequência de instrumental (contendo elementos de "Fallout" e "Roads Untraveled") 2. "The Catalyst" (contendo elementos de "War") 3. "Wastelands" 4. "Talking to Myself" 5. "Burn It Down" 6. "One Step Closer" 7. "Castle of Glass" (contendo o remix de Mike Shinoda) 8. "Good Goodbye" 9. "Lost in the Echo" 10. "Battle Symphony" 11. "New Divide" 12. "Breaking the Habit" 13. "Crawling" (versão de piano) 14. "Leave Out All the Rest" 15. "Somewhere I Belong" 16. "What I've Done" 17. "In the End" 18. "Faint" 19. "Numb" (contém versos de "Numb/Encore") 20. "Heavy" 21. "Papercut" 22. "Bleed It Out" | 1. Sequência de instrumental (contendo elementos de "Fallout" e "Roads Untraveled") 2. "Talking to Myself" 3. "Burn It Down" 4. "The Catalyst" 5. "Wastelands" 6. "One Step Closer" 7. "Castle of Glass" (contendo o remix de Mike Shinoda, contém versos de "A Place for My Head") 8. "Good Goodbye" 9. "Lost in the Echo" 10. "Battle Symphony" 11. "New Divide" 12. "From the Inside" 13. "Invisible" (contém versos de "Hands Held High") 14. "Waiting for the End" (contém versos de "Remember the Name") 15. "Breaking the Habit" 16. "One More Light" 17. "Crawling" (versão de piano) 18. "Leave Out All the Rest" 19. "A Place For My Head" 20. "Somewhere I Belong" 21. "What I've Done" 22. "In the End" 23. "Faint" Encore 1. "Sharp Edges" (acústico) 2. "Numb" (contém versos de "Numb/Encore") 3. "Heavy" 4. "Papercut" 5. "Bleed It Out" |

## Shows completados
| Date                     | Cidade                   | País                     | Local                        | Suporte                                  | Público                  | Receita                  |
| Parte 1 – América do Sul | Parte 1 – América do Sul | Parte 1 – América do Sul | Parte 1 – América do Sul     | Parte 1 – América do Sul                 | Parte 1 – América do Sul | Parte 1 – América do Sul |
| ------------------------ | ------------------------ | ------------------------ | ---------------------------- | ---------------------------------------- | ------------------------ | ------------------------ |
| 6 de maio de 2017        | Buenos Aires             | Argentina                | Tecnópolis                   | Slayer                                   | 18,812 / 20,000          | $1,750,400               |
| 9 de maio de 2017        | Santiago                 | Chile                    | Movistar Arena               | Rise Against                             | 13,489 / 14,974          | $1,049,590               |
| 11 de maio de 2017       | Lima                     | Peru                     | Estádio Nacional de Lima     | Turbopótamos                             | 31,642 / 31,642          | $1,908,490               |
| 13 de maio de 2017       | São Paulo                | Brasil                   | Autódromo de Interlagos      | Maximus Festival                         | 32,384 / 35,000          | $2,743,850               |
| Parte 2 – Europa         |                          |                          |                              |                                          |                          |                          |
| 9 de junho de 2017       | Paris                    | França                   | Base Aérienne 217            | Blink-182                                | —                        | —                        |
| 11 de junho de 2017      | Praga                    | República Tcheca         | Flugplatz Prag-Letňany       | Simple Plan                              | —                        | —                        |
| 12 de junho de 2017      | Berlim                   | Alemanha                 | Mercedes-Benz Arena          | Machine Gun Kelly                        | 12,884 / 14,040          | $929,122                 |
| 14 de junho de 2017      | Nickelsdorf              | Austria                  | Pannonia Fields II           | Five Finger Death Punch                  | —                        | —                        |
| 15 de junho de 2017      | Krakow                   | Polônia                  | Tauron Arena Kraków          | Machine Gun Kelly                        | —                        | —                        |
| 17 de junho de 2017      | Monza                    | Itália                   | Autodromo Nazionale Monza    | Blink-182                                | —                        | —                        |
| 18 de junho de 2017      | Clisson                  | França                   | Champ Louet                  | Prophets of Rage                         | —                        | —                        |
| 20 de junho de 2017      | Amsterdam                | Holanda                  | Ziggo Dome                   | Sum 41                                   | —                        | —                        |
| 22 de junho de 2017      | Madrid                   | Espanha                  | Caja Mágica                  | Five Finger Death Punch                  | —                        | —                        |
| 24 de junho de 2017      | Scheeßel                 | Alemanha                 | Eichenring                   | Blink-182                                | —                        | —                        |
| 25 de junho de 2017      | Neuhausen ob Eck         | Alemanha                 | Flugplatz Neuhausen ob Eck   | Blink-182                                | —                        | —                        |
| 27 de junho de 2017      | Sopron                   | Hungria                  | Lővér Camping Site           | —                                        | —                        | —                        |
| 29 de junho de 2017      | Norrköping               | Suécia                   | Norrköping-Bråvalla Airfield | Adept                                    | —                        | —                        |
| 1 de julho de 2017       | Werchter                 | Bélgica                  | Werchter Festivalpark        | System of a Down                         | —                        | —                        |
| 3 de julho de 2017       | Londres                  | Inglaterra               | The O2 Arena                 | Stormzy (participação em "Good Goodbye") | 16,249 / 18,228          | $1,241,970               |
| 4 de julho de 2017       | Londres                  | Inglaterra               | Brixton Academy              | Stormzy (participação em "Good Goodbye") | —                        | —                        |
| 6 de julho de 2017       | Birmingham               | Inglaterra               | Barclaycard Arena            | —                                        | —                        | —                        |
| Total                    | Total                    | Total                    | Total                        | Total                                    | 125,460 / 133,884        | $9,623,422               |

## Shows cancelados
| Data                  | Cidade          | País           | Local                                | Razão/Motivo                         |
| --------------------- | --------------- | -------------- | ------------------------------------ | ------------------------------------ |
| 7 de julho de 2017    | Manchester      | Inglaterra     | Manchester Arena                     | Atentado na Manchester Arena em 2017 |
| 27 de julho de 2017   | Mansfield       | Estados Unidos | Xfinity Center                       | Morte de Chester Bennington          |
| 28 de julho de 2017   | Nova Iorque     | Estados Unidos | Citi Field                           | Morte de Chester Bennington          |
| 30 de julho de 2017   | Hershey         | Estados Unidos | Hersheypark Stadium                  | Morte de Chester Bennington          |
| 1 de agosto de 2017   | Camden          | Estados Unidos | BB&T Pavilion                        | Morte de Chester Bennington          |
| 2 de agosto de 2017   | Bristow         | Estados Unidos | Jiffy Lube Live                      | Morte de Chester Bennington          |
| 5 de agosto de 2017   | Uncasville      | Estados Unidos | Mohegan Sun Arena                    | Morte de Chester Bennington          |
| 7 de agosto de 2017   | Clarkston       | Estados Unidos | DTE Energy Music Theatre             | Morte de Chester Bennington          |
| 8 de agosto de 2017   | Toronto         | Canadá         | Molson Amphitheatre                  | Morte de Chester Bennington          |
| 10 de agosto de 2017  | Montreal        | Canadá         | Centre Bell                          | Morte de Chester Bennington          |
| 12 de agosto de 2017  | Cincinnati      | Estados Unidos | Riverbend Music Center               | Morte de Chester Bennington          |
| 14 de agosto de 2017  | Tinley Park     | Estados Unidos | Hollywood Casino Amphitheatre        | Morte de Chester Bennington          |
| 15 de agosto de 2017  | Saint Paul      | Estados Unidos | Xcel Energy Center                   | Morte de Chester Bennington          |
| 17 de agosto de 2017  | Charlotte       | Estados Unidos | PNC Music Pavilion                   | Morte de Chester Bennington          |
| 19 de agosto de 2017  | Tampa           | Estados Unidos | MidFlorida Credit Union Amphitheatre | Morte de Chester Bennington          |
| 20 de agosto de 2017  | West Palm Beach | Estados Unidos | Perfect Vodka Amphitheatre           | Morte de Chester Bennington          |
| 22 de agosto 2017     | Houston         | Estados Unidos | Toyota Center                        | Morte de Chester Bennington          |
| 23 de agosto 2017     | San Antonio     | Estados Unidos | AT&T Center                          | Morte de Chester Bennington          |
| 25 de agosto 2017     | Dallas          | Estados Unidos | Starplex Pavilion                    | Morte de Chester Bennington          |
| 26 de agosto 2017     | Oklahoma City   | Estados Unidos | Chesapeake Energy Arena              | Morte de Chester Bennington          |
| 28 de agosto 2017     | Denver          | Estados Unidos | Pepsi Center                         | Morte de Chester Bennington          |
| 30 de agosto 2017     | Phoenix         | Estados Unidos | Talking Stick Resort Arena           | Morte de Chester Bennington          |
| 1 de setembro de 2017 | Stateline       | Estados Unidos | Lake Tahoe Outdoor Arena             | Morte de Chester Bennington          |
| 2 de setembro de 2017 | Las Vegas       | Estados Unidos | MGM Grand Garden Arena               | Morte de Chester Bennington          |
| 14 de outubro de 2017 | Seattle         | Estados Unidos | KeyArena                             | Morte de Chester Bennington          |
| 15 de outubro de 2017 | Vancouver       | Canadá         | Rogers Arena                         | Morte de Chester Bennington          |
| 17 de outubro de 2017 | Fresno          | Estados Unidos | Save Mart Center                     | Morte de Chester Bennington          |
| 18 de outubro de 2017 | San Jose        | Estados Unidos | SAP Center                           | Morte de Chester Bennington          |
| 20 de outubro de 2017 | Chula Vista     | Estados Unidos | Mattress Firm Amphitheatre           | Morte de Chester Bennington          |
| 22 de outubro de 2017 | Los Angeles     | Estados Unidos | Hollywood Bowl                       | Morte de Chester Bennington          |
| 2 de novembro de 2017 | Chiba           | Japão          | Makuhari Messe                       | Morte de Chester Bennington          |
| 4 de novembro de 2017 | Chiba           | Japão          | Makuhari Messe                       | Morte de Chester Bennington          |
| 5 de novembro de 2017 | Chiba           | Japão          | Makuhari Messe                       | Morte de Chester Bennington          |